# کنده (باهیا)
کنده (به پرتغالی: Conde) یک منطقهٔ مسکونی در برزیل است که در باهیا واقع شده‌است. کنده ۲۶٬۰۳۵ نفر جمعیت دارد.